# Гапон Ігор Миколайович
І́гор Микола́йович Гапо́н — лейтенант Збройних сил України.

## Нагороди
За особисту мужність і високий професіоналізм, виявлені у захисті державного суверенітету та територіальної цілісності України, вірність військовій присязі, відзначений — нагороджений
- орденом «За мужність» III ступеня (21.7.2015)